# Bisceglie (métro de Milan)
Pour les articles homonymes, voir Bisceglie (homonymie).
Bisceglie est une station de la ligne 1 du métro de Milan. Terminus de la ligne, la station est située via Bisceglie sur le territoire communal de Milan.